# Oğuz Savaş
Oğuz Savaş es un jugador turco de baloncesto nacido el 13 de julio de 1987 en Balıkesir, Turquía. Mide 2,13 metros, y juega habitualmente en la posición de pívot. Actualmente juega en el Bahçeşehir Koleji S.K. de la Basketbol Süper Ligi, la primera división del baloncesto en Turquía. 

## Carrera
A lo largo de su carrera Savaş ha pasado por varios clubs como el Balikesir Belediyespor, el Yesilyurt, el Ülkerspor y el Fenerbahçe Ülker.
En la temporada 2021-22, firma por el Bahçeşehir Koleji S.K. de la Basketbol Süper Ligi, la primera división del baloncesto en Turquía.

## Selección nacional
Oğuz Savaş forma parte hoy en día en la selección turca, con la que ha participado en el Eurobasket del 2009.

## Trayectoria
- 2004-06: Ülker Istambul
- 2006-15: Fenerbahçe Ülker
- 2015-19 Darüşşafaka S.K.
- 2019-20 Beşiktaş
- 2020-21 Bursaspor Basketbol
- 2021- Act. Bahçeşehir Koleji S.K.